# Cissé Boidé
 (mai 2023).
Pour les articles homonymes, voir Boidé.
Cissé Mint Cheikh Ould Boide est une femme politique mauritanienne.

## Biographie
Cissé Boidé occupe le poste de ministre de la jeunesse et des sports au sein du gouvernement de Moulaye Ould Mohamed Laghdhaf à partir d'août 2009. En 2013, elle crée une journée nationale du sport pour encourager les Mauritaniens à exercer une activité physique. Elle affirme que de 2010 à 2013, le pays a beaucoup amélioré son approche du sport compétitif, en particulier au niveau de l'accompagnement légal et de l'entraînement des athlètes, mais également dans la création d'infrastructures et l'organisation de compétitions sportives. Elle mène des efforts pour construire et rénover des centres sportifs partout dans le pays, mais les infrastructures sportives restent concentrées à Nouakchott et Nouadhibou.
En novembre 2018, elle devient ambassadrice accréditée auprès de l'Organisation des Nations unies pour l'éducation, la science et la culture. L'année suivante, elle signe au nom de la Mauritanie la convention internationale contre le dopage sportif (en).
En février 2021, elle est nommée ambassadrice de la Mauritanie aux États-Unis.